# Distretto di Morlaix
Il distretto di Morlaix era una divisione territoriale francese del dipartimento di Finistère istituita nel 1790 e soppressa nel 1795.
Era formato dai cantoni di Morlaix, Guerlesquin, Lanmeur, Pleyber-Christ, Plouezoc'h, Plougonven, Plouvorn, Saint-Thégonnec, Saint-Pol-de-Léon e Taulé.